# Kame Hame Ha
A la sèrie de manga i anime Bola de Drac d'Akira Toriyama, el Kame Hame Ha (japonès: かめはめ波) és una emissió d'energia blanc-blava que s'utilitza molt sovint en combat.

## Creació
La idea de Kamehameha va prendre forma a la ment de Toriyama quan va voler "expressar el txi, que no es veu a simple vista", d'una manera accessible a un públic jove del manga. Després d'experimentar amb una varietat de posicions, es va decidir pel que es va convertir en el moviment definitiu. "Kamehameha" és el nom de cinc reis hawaians de la dinastia homònima governant de l'arxipèlag de 1810 a 1872; l'elecció del nom va ser una idea de l'esposa de Toriyama que va notar com el terme curiosament adquiria significat també en japonès a causa de la particular divisió en síl·labes. Aquestes paraules són "tortuga" (kame) i "ona" (ha); "hame", en canvi, no coincideix amb cap paraula japonesa que no sigui una proximitat a "hametsu" (destrucció). La tècnica adquireix així el significat d'"ona de tortuga".

## Descripció

Esquema de l'execució d'un Kame Hame Ha

La tècnica es realitza concentrant el txi, l'energia que s'utilitza per a qualsevol cop especial de la sèrie Bola de Drac, a les mans. Un cop configurada, l'esfera energètica està a punt per ser llançada. Per fer-ho, la tècnica del Kame Hame Ha consisteix en el fet que les mans s'estiguin a gran velocitat en direcció a l'objectiu. La potència del cop varia segons la força del subjecte que l'aplica, per tant de la quantitat de txi posseït.
El moviment va ser creat pel Follet Tortuga en cinquanta anys de formació; tanmateix els seus alumnes, començant per en Goku, aprenen la tècnica molt ràpidament: el mateix Goku aconsegueix repetir-la després d'haver-la observat només una vegada, mentre s'estava realitzant per apagar el foc al mont Frypant. Yamcha i Krilín ho aprenen durant el 22è Torneig de les Arts Marcials. Fins i tot Ten Shin Han, durant el mateix torneig, demostra saber-ho fer. Més endavant també aprendran la tècnica en Gohan, Goten, Trunks, Uub i Pan, la darrera a Bola de Drac GT, fora de la continuïtat oficial.
Dels antagonistes de l'òpera, només tres han après aquesta tècnica de manera diferent. El primer és en Cell que, gràcies a les cèl·lules d'en Goku, adquireix totes les seves tècniques. El segon és el Monstre Buu que aconsegueix realitzar-ho a través de la seva increïble capacitat d'aprenentatge mentre que el tercer, a Dragon Ball Super, és en Zamasu, que després d'intercanviar el seu cos amb el del superguerrer de l'espai ha après alguns dels seus moviments.
Al llarg de la història aquesta tècnica ha sofert diverses variacions: en Goku aconsegueix doblegar el seu traçat per atacar Satanas Cor Petit per darrere; Goku de nou, l'emet des dels seus peus per utilitzar-lo com a propulsió d'energia, durant la lluita entre ell i Cor Petit Jr al Gran Torneig de les Arts Marcials. A Bola de Drac Super durant el Torneig del Poder en Goku la llança a l'aire i aconsegueix lliscar per sobre de l'explosió gegant, que li llança en Kefla, reduint la distància entre ells i després colpejar-la. Encara Goku durant la lluita contra en Jiren utilitza l'energia del Kame Hame Ha com a escut energètic per reduir la força destructiva d'un atac llançat per l'enemic.

## Herència cultural
El Kame Hame Ha s'ha convertit en un dels símbols més identificatius de la sèrie Bola de Drac. En una enquesta de 2011, realitzada pel lloc japonès Cobs Online sobre les armes i tècniques de lluita del manga més estimades pel públic japonès, el Kame Hame Ha va obtenir el 65,5% de les preferències del públic masculí i el 63,5% del femení, situant-se en primer lloc amb més del triple dels vots respecte al segon. Lucia Lasorsa de MangaForever va considerar el Kame Hame Ha com la tècnica més devastadora de Bola, mentre que Amedeo Sebastiano de Everyeye.it la va trobar com una de les deu millors tècniques de lluita de la sèrie.
Moltes sèries han parodiat o homenatjat posteriorment la famosa tècnica. Per exemple, en els últims episodis de l'anime Excel Saga, diversos personatges utilitzen un tir d'energia anomenat NabeNabeHa. Una altra referència a Bola de Drac és que els personatges estan potenciats, obtenint un voluminós cabell "afro ", una paròdia dels Super Guerrers. En el quart episodi de l'anime Abenobashi, el protagonista Sasshi s'enfronta a un combat d'arts marcials, vestit amb el famós vestit groc que portava Bruce Lee a Game of Death. Així arriba a realitzar una sèrie de puntades inverses al pur estil Tekken, per després transformar-se en Super Guerrer i realitzar un Kame Hame Ha, amb el qual guanya el duel. Altres sèries que presenten tècniques clarament inspirades en això són: Keroro, on el protagonista homònim interpreta el KinKeroKeroHan; Nekomajin, una obra del mateix Akira Toriyama i una paròdia de Bola de Drac, en què els protagonistes fan servir la NekoHameHa; i Ranma ½, on hi ha una tècnica similar anomenada Shishi Hōkō-Dan en que el poder neix de la depressió. A la pel·lícula Shang-Chi and the Legend of the Ten Rings el personatge de Katy fa referència al Kame Hame Ha cap al final de la pel·lícula.